# Daniltxénkovo
Daniltxénkovo (en rus: Данильченково) és un poble del krai de Primórie, a l'Extrem Orient de Rússia, que en el cens del 2010 tenia 176 habitants. Es troba al districte rural de Làzovski.